# 홍재하 (1892년)
홍재하(洪在厦, 1892년 1월 18일 ~ 1960년 2월 10일?)는 임시 정부에 독립운동자금을 전달했던 독립운동가이다. 2019년 광복절을 맞아 건국훈장 애족장이 추서됐다. 일제 치하에서 독립운동을 하다 러시아와 북해를 거쳐 프랑스로 들어와 임시정부 인사들을 돕고 국내에 독립 자금을 댄 인물이다. 1920년 1월 프랑스 최초 한인단체인 재법한국민회 조직에 참여해 그해 7월부터 제2대 회장으로 활동했다. 그는 특히 동료 한인들과 함께 1차 대전 전후복구 노동으로 힘들게 번 돈을 갹출해 임시정부 파리위원부에 보내는 등 자금책 역할을 했다.

## 생애
홍재하는 경기도 양평군 서종면 문호리에서 출생하여 배재학당 유학시절 독립운동에 가담하다 1913년 일제의 검거를 피해 만주, 러시아, 북해, 영국 등을 거쳐 1919년 프랑스에 도착 최초의 한인 단체인 '재법한국민회'(在法韓國民會)의 2대 회장을 지냈다.
그는 당시 임시정부 파리위원부에 자금을 대고 3·1운동의 정신을 프랑스에서 기리는 활동을 하는 등 활발히 독립운동을 했지만, 그 존재와 활약상은 최근까지도 거의 알려지지 않았다.
그러다가 장자크씨와 우연히 친분을 맺게 된 재불동포 부부와 국내외 역사학자들의 도움이 있었고, 연합뉴스가 2018년 10월 장자크씨의 사연을 처음 보도하면서 홍재하의 독립운동 공적을 재조명하는 작업이 국내에서도 본격화했다.
최근 밝혀진 사료들에 따르면, 홍재하는 일제 치하에서 독립운동을 하다 위험에 처하자 1913년 만주를 거쳐 러시아 무르만스크로 건너갔다.
무르만스크의 철도공사 현장 등지에서 노동자로 일하던 홍재하 등 한인들은 1차대전 당시 이곳을 점령한 영국군을 따라 우여곡절 끝에 에든버러까지 흘러 들어갔다.
이에 임시정부 파리위원부(대표 김규식)는 황기환 서기장을 영국에 급파했다. 당시 영국과 일본은 영일동맹으로 묶인 동맹국이었는데 임시정부는 일제 치하의 한국으로 송환될 뻔한 이들 중 홍재하 등 35인을 1919년 프랑스로 데리고 들어오는 데 성공했다.
홍재하는 이후 프랑스 최초의 한인 단체인 '재법한국민회' 결성을 주도해 이 단체의 2대 회장을 지낸다. 프랑스에서 동료 한인들과 함께 1차대전 전후복구 노동으로 힘들게 번 돈을 갹출해 임시정부 파리위원부에 보내는 등 자금책 역할도 했다.
임시정부 파리위원부 황기환 서기장이 돈을 모아 보내준 것에 대해 홍재하에게 감사를 표하는 친필편지가 2018년 말 장자크 씨가 보관 중이던 홍재하의 유품에서 발견된 바 있다.
또 이 유품에서는 이승만이 임시정부 대통령에서 탄핵당한 사실을 알리는 《독립신문》의 호외본이 최초로 실물로 확인되는 등 역사학계가 주목할 만한 자료도 다수 발견됐다. 대한민국 임시정부 대통령이었던 이승만(1875~1965)이 탄핵당했을 때, 이 사실을 알렸던 임시정부 기관지 《독립신문》(서재필이 발행한 독립신문과 다름) 호외(號外)다. 《연합뉴스》는 국사편찬위원회(위원장 조광)가 재불 독립운동가 홍재하의 차남 장자크 홍 푸안(76·프랑스 거주)이 보관해오던 선친의 유품 가운데 이승만 탄핵 소식을 담은 1925년 3월25일치 독립신문 호외의 존재를 확인했다고 2018년 12월 13일 보도했다.
차남 장자크 씨는 최근 부친이 남긴 각종 서신과 임시정부 자료 등 독립운동 관련 유품 일체를 국사편찬위원회에 기증했다.
홍재하는 파리에서 미국인 사업가의 집사 등으로 일하며 프랑스 여성과 결혼해 2남 3녀를 뒀다. 해방만 되면 가족 모두를 데리고 한국으로 돌아간다는 꿈을 간직했지만 해방정국의 혼란과 한국전쟁이라는 격랑을 맞게 된다. 고국의 전쟁구호 활동까지 돕던 그는 전란이 지나간 뒤에도 고국 땅을 끝내 밟지 못하고 1960년 암으로 타계했다.
그의 유해는 현재 파리 근교 소도시 콜롱브의 공동묘지에 묻혀 있다.